# Paracomistis
Paracomistis là một chi bướm đêm thuộc họ Geometridae.